# وولزی (داکوتای جنوبی)
وولزی(به انگلیسی: Wolsey) شهری در ایالت داکوتای جنوبی کشور ایالات متحده آمریکا است که جمعیت آن در سرشماری سال ۲۰۱۰ میلادی، ۳۷۶ نفر بوده‌است.